# Ornella Vanoni
Ornella Vanoni (Milano, 22. rujna 1934. -), talijanska pjevačica
Umjetničku karijeru započinje 1960. godine kao kazališna glumica pod ravnateljstvom Giorgia Strehlera. Usporedo kreće 50-ih i u karijeru pjevačice: snima folklorne i narodne napjeve, osobito pjesme vezane za život nižih slojeva. Tada se udaje za Lucia Ardenzija s kojim ima sina Cristiana. Popularnost dolazi s poznanstvom s Ginom Paolijem koji joj piše Senza fine, a 1963. Che cosa c'è.
Godine 1964. pobijedila je na Napuljskom festivalu pjesmom Tu si na cosa grande. Slijedi niz sudjelovanja na Festivalu u Sanremu na kojima je vrlo uspješna: 1965. s Abbracciami forte, 1966. s Io ti darò di più, 1967. s La musica è finita, 1968. s Casa bianca (drugo mjesto, napisao Don Backy. Iz ovoga razdoblja datiraju i Una ragione di più, Un'ora sola ti vorrei i L'appuntamento.
Godine 1976. upoznaje Viniciusa de Moraesa i Toquinha te izlazi La voglia, la pazzia, l’incoscienza e l’allegria. Velik uspjeh bilježe i Ricetta di donna iz 1980., Uomini 1983. i Ti lascio una canzone koju pjeva s Ginom Paolijem 1985. godine. Vraća se na Sanremo godine 1989. s Io come farò i 1999. u duestu s Enzom Gragnaniellom s pjesmom Alberi.
Upuštala se i u druge vidove umjetnosti. Glumila je u filmovima, a u kazalištu i prije nego što je počela pjevati, pozirala je gola kao model za talijansku verziju Playboya i sudjelovala u raznim televizijskim emisijama.

## Diskografija
- 1961. - Ornella Vanoni 1
- 1963. - Le Canzoni di Ornella Vanoni
- 1965. - Caldo
- 1966. - Ornella
- 1967. - Ornalla Vanoni
- 1968. - Ai miei amici cantautori
- 1969. - Ai miei amici cantautori
- 1971. - Ah!l'amore l'amore quante cose fa fare l'amore
- 1971. - Rileggendo vecchie lettere d'amore
- 1972. - Un gioco senza età
- 1973. - Dettagli
- 1973. - Ornella Vanoni e altre storie
- 1974. - A un certo punto
- 1974. - La voglia di sognare
- 1974. - Quei giorni insieme a te
- 1975. - Uomo mio bambino mio
- 1976. - La voglia la pazzia l'incoscienza l'allegria
- 1976. - Più
- 1977. - Io dentro
- 1977. - Io dentro - io fuori
- 1978. - Vanoni
- 1979. - Oggi le canto così, vol.1
- 1980. - Oggi le canto così, vol.2
- 1980. - Ricetta di donna
- 1981. - Duemilatrecentouno parole
- 1982. - Oggi le canto così, vol.3
- 1982. - Oggi le canto così, vol.4
- 1983. - Uomini
- 1985. - Insieme
- 1986. - Ornella &...
- 1987. - O
- 1989. - Il giro del mio mondo
- 1990. - Quante storie
- 1992. - Stella nascente
- 1995. - Io sono come sono...
- 1995. - Sheherazade
- 1997. - Argilla
- 1999. - Adesso
- 1999. - L'isola
- 2001. - E poi...la tua bocca da baciare
- 2001. - Un panino una birra e poi...
- 2002. - Sogni proibiti
- 2003. - Noi, le donne noi
- 2004. - Ti ricordi? No non mi ricordo
- 2005. - Vanoni & Gino Paoli live cd

## Filmografija
- 1961. Romul i Rem
- 1963. Pjesme u bikiniju
- 1964. Opasne ljubavi
- 1979. Večernji putnici

## Vanjske poveznice
- Službena stranica